# Jørgen Leth
Jørgen Leth (født 14. juni 1937 i Aarhus) er en dansk journalist, forfatter, tv- og filmmand, foredragsholder, cykelkommentator, digter m.m.
Hans karriere som journalist begyndte på dagbladet Aktuelt i 1959, og han var senere på Politiken. Han var i 1960'erne en del af avantgardemiljøet i København sammen med Per Kirkeby, Bjørn Nørgaard m.fl., og han debuterede med digtsamlingen Gult Lys i 1962 og kortfilmen Stopforbud i 1963.
Jørgen Leth er desuden kendt for at have skrevet og instrueret over 40 spille- og dokumentarfilm. Tydeligst står hans antropologiske film, herunder hovedværket Det perfekte menneske, samt hans dokumentarfilm om cykelsporten, herunder Stjernerne og vandbærerne, En forårsdag i helvede og Den umulige time. Desuden har han instrueret film om bordtennis og den baskiske nationalsport pelota. I 1970'erne var han han desuden aktiv på filmfronten som konsulent for Kortfilmrådet (1971-1973) og programredaktør for Statens Filmcentral (1975-1977).
I starten af 1990'erne blev Jørgen Leth folkeligt kendt som poetisk cykelkommentator på TV 2 sammen med makkeren Jørn Mader.
I 2005 udgav han sin selvbiografi Det uperfekte menneske og blev i den forbindelse beskyldt for at holde sexslaver - en påstand der senere blev afvist.
Jørgen Leth har markeret sig i en række samarbejder, blandt med musikerne Mikael Simpson og Frithjof Toksvig om Vi sidder bare her, med instruktøren Lars von Trier om filmen De fem benspænd og med instruktøren Andreas Koefoed om filmen Music for Black Pigeons.

## Privatliv
Født den 14. juni 1937 i Aarhus som søn af Hans Kaj Leth og Anne Elisabeth Linde.
Jørgen gik i skole på N.J. Fjordsgades Skole, der ligger ved Ingerslev Boulevard i Aarhus. Under krigen var skolens gymnastiksale i 1942/43 beslaglagt af tyskerne og i krigens sidste måneder havde tyskerne sat sig på hele skolen. Undervisningen var indtil 1946 kønsopdelt.
Han blev student fra Marselisborg Gymnasium i 1957, hvorefter han studerede litteratur på Aarhus Universitet, inden han blev journalist ved Dagbladet Aktuelt.
Jørgen Leth har været gift tre gange: med forfatteren Wivi Leth 1963-66, Ann Bierlich 1970-1979 og Hanne Uldal 1979-88.
Jørgen Leth blev i 2000 udnævnt til dansk honorær konsul i Haiti, hvor han var bosat 1991-2010, hvor hans hus i Jacmel blev ødelagt af jordskælvet i januar 2010. Ved katastrofen mistede Leth alle sine ejendele undtagen en bærbar computer med filmoptagelser. Jørgen Leth selv slap uskadt fra jordskælvet, idet han blev reddet ud af sin assistent Belleque.
Han er far til Karoline, Thomas, Kristian og Asger Leth.

### Selvbiografier
Jørgen Leth har udgivet en række selvbiografiske bøger. I den første fra den 29. september 2005, Det uperfekte menneske blev han beskyldt for at holde sexslaver. I bogen fortæller han blandt andet om sit forhold til en 17-årig haitiansk pige på Haiti (hvor den seksuelle lavalder er 18 år,) og om den fantasi, der kører i hans hoved.
| Citat       | "Jeg tager kokkens datter, når jeg vil. Det er min ret". | Citat |
| Jørgen Leth |                                                          |       |

På grundlag af især dette citat blev Leth mål for en voldsom hadebølge, der havde karakter af lynch-stemning med dødsønsker og grove karikaturtegninger.
Debatten, som nogle betegnede som en hetz mod Leth , blev indledt af Ekstra Bladet og fulgt op af de øvrige medier.[kilde mangler]
"Holdt 17-årig som sexslave", stod der på forsiden af Ekstra Bladet den 29. september 2005,[kilde mangler] hvor avisen bragte et interview med Leth. Ekstra Bladet solgte den dag 11.000 eksemplarer mere end normalt. Ekstra Bladets ansvarshavende redaktør Bent Falbert kommenterede i en intern rundskrivelse sagen således
| Citat        | "Det er godt, vi går til den afsporede Leth med dagens forside... Den opblæste karl med hans klæbrige betroelser..." | Citat |
| Bent Falbert | |       |

Kenan Seeberg, der havde lavet det pågældende interview med Leth, fortalte bagefter, at en chefredaktør havde ændret historien uden hans vidende. Han følte sig forrådt og sagde i protest op fra sin stilling som journalist på avisen. Ekstra Bladets fremstilling af sagen udløste en lavine af rasende angreb på Jørgen Leth.
Den 6. oktober 2005 foreslog Politikens leder under overskriften "Liderbasse", at Jørgen Leth blev fyret som dansk honorær konsul. Politikens ansvarshavende chefredaktør, Tøger Seidenfaden, indrømmede senere, at lederen var skrevet af en redaktør, som ikke havde læst Leths bog, og kommenterede
| Citat              | "Jeg synes det var uheldigt, at den med overskriften fik denne drejning af, at problemet var liderligheden". | Citat |
| Thøger Seidenfaden | |       |

Den 7. oktober 2005, kun en uge efter bogens udgivelse, valgte TV 2 at fyre Leth fra jobbet som cykelekspert og -kommentator,[kilde mangler] og senere samme dag fratrådte Leth selv posten som honorær konsul.[kilde mangler]
| Citat                                | "Jeg synes, at TV 2-sporten har taklet situationen rigtigt. Man har sat sig grundigt ind i sagen. Der er ikke tale om nogen hovsa-beslutning, men en beslutning som er gennemtænkt". | Citat |
| Niels Brinch, TV 2-bestyrelsesmedlem | |       |

Den 9. oktober hævdede Ekstra Bladets forside om Leth, at han: "Holdt flere sexslaver på Haiti".[kilde mangler] Forsiden var illustreret med et foto fra 1993 af Jørgen Leth og en haitiansk kvinde ved navn Yvrodie. Hende mødte Jørgen Leth, da hun var 23, hvorefter de var kærester i fem år.[kilde mangler] Ekstra Bladets ansvarshavende chefredaktør Bent Falbert udtalte senere om billedet, at det "jo bare er brugt som genrebillede, men det er da meget muligt, at det er en fejl."Journalisten Kenan Seeberg udtalte senere:
| Citat         | "Der er hverken belæg for at bruge betegnelsen ’sex-slave’ eller nogen dokumentation for, at han har udnyttet pigen. [...] Det ligner jo pludselig en heksejagt. Og for mig bliver det mere og mere absurd, at der ikke er nogen, der tager sig sammen og tager til Haiti for at snakke med de der piger. Det er jo alvorlige beskyldninger, men til dato er der endnu ingen, der har talt med de påståede ’ofre’ i sagen. [...] Det er et kæmpe journalistisk svigt fra store dele af pressen, at man bare køber en løgnagtig forside fra Ekstra Bladet. Hvad fanden foregår der?" | Citat |
| Kenan Seeberg | |       |

Forløbet dokumenteres og kommenteres i Poul Pilgaard Johnsens antologi Det fordømte menneske: Jørgen Leth og den nye sædelighedsfejde fra 2005 og i Jørgen Flindt Pedersens dokumentarfilm Sanselighedens pris (2007). Som eksempel på sagens konsekvenser for Leths omdømme kan nævnes at lægen Jannie Helle omtalte Jørgen Leth som en "erklæret pædofil", der udstiller "sine seksuelle tilbøjeligheder med betalt seksuel udnyttelse af mindreårige".[kilde mangler] Avisen undskyldte bagefter "denne grundløse beskyldning". Senere noterede Kasper Elbjørn dog
| Citat      | "Kim Skotte skrev, at hetzen mod Jørgen Leth er det bedste, der nogen sinde er overgået Leths karriere. Det må betyde, at en ny generation har taget ham til sig, og det er positivt." | Citat |
| Kim Skotte | |       |

I bogen Den gavmilde digter. Et essay om Jørgen Leth (2014), skrev Finn Janning at Leth forsvarede sig med, at der var tale om kunst, men at distinktionen mellem kunst og ikkekunst ikke giver mening i Leths værk. Leth "forholdt sig negativt og uden styrke til hele begivenheden ... Han resignerede." Debatten blev moraliserende og handlede om, hvem der var det største offer, "fx er kokkens datter offer for den hvide mand, mens den hvide mand er offer for en hysterisk kvinde og/eller fejlagtig læsning eller forståelse af bekendelseslitteratur m.v."
I december 2008 blev Jørgen Leth genansat hos TV 2 til at kommentere Tour de France sammen med Dennis Ritter og den tidligere professionelle cykelrytter Rolf Sørensen. I 2007 udkom Det uperfekte menneske – del 2 og d. 14. juni 2012 udkom Det uperfekte menneske – del 3.

## Tidligere hashsmugler
Jørgen Leth fortæller i selvbiografien Det Uperfekte menneske, at han i en periode af sit liv smuglede hash fra Marokko til Spanien og videre til Danmark. Han fortæller, at det var følelsen af at gøre noget ulovligt og adrenalinrusen der drev ham, men også at han siden har tænkt grundigt over sine handlinger og har haft svært ved at forstå dem.

## Cykelsport
Jørgen Leth har en passion for cykelsporten. Især de store etapeløb og forårsklassikerne indenfor landevejscykling har haft hans interesse i de senere år, medens han i sine yngre dage var mere fascineret af banecykling. Jørgen Leth brugte blandt andet sin store viden om cykelverdenen i tilblivelsen af film som Stjernerne og vandbærerne (1974) og En forårsdag i helvede (1976).

## Bøger
- Gult lys. 1962
- Kanal. 1964
- Sportsdigte. 1967
- Lykken i Ingenmandsland. 1967
- Glatte hårdtpumpede puder. 1969
- Eventyret om den sædvanlige udsigt. 1971
- Det går forbi mig. 1975
- Det er ligesom noget i en drøm – essays. 1976
- Filmmaskinen – essays. 1979
- Hvordan de ser ud. 1987
- Traberg. Roman. 1990
- Jeg leger at jeg kan alting – digte. 1991
- Hundene gør: Kup i Haiti. 1994
- Den gule trøje i de høje bjerge. Beretning om Tour de France. 1995
- Billedet forestiller. 2000
- Historier fra Haiti – en ø'stat i Caribien. 2000
- Samlede Digte. 2002
- Det uperfekte menneske – selvbiografi. 2005
- Det gør ikke noget – digte. 2006
- Guldet på havets bund, Det uperfekte menneske/2. 2007
- En dag forsvandt Duke Jordan i Harlem – tekster om jazz. 2008
- Tilfældets gaver – tekster om at lave film. 2009
- Det er derfor de knepper så meget i dette land – sammen med Morten Sabroe. 2009
- Hvad er det nu det hedder – digte. 2011
- Et hus er mere end en ting, Det uperfekte menneske/3. 2012
- Spørge Jørgen. Jørgen Leth svarer på alt - i samarbejde med journalist Anders Houmøller Thomsen.2016
- Spørge Jørgen 2. Jørgen Leth svarer på alt – igen. I samarbejde med journalist Anders Houmøller Thomsen. 2017
- Det bliver ikke væk – digte. 2019
- Om stil. 2020

## Film
- Stopforbud, 1963
- Se frem til en tryg tid, 1964
- Det perfekte menneske, 1967
- Ofelias blomster, 1968
- Nær himlen, nær jorden, 1968
- Krag-filmen, 1969
- Dyrehavefilmen, 1969
- Teatret i de grønne bjerge, 1970
- Motion picture, 1970
- Eftersøgningen, 1970
- Dyrehaven, den romantiske skov, 1970
- Frændeløs, 1970
- Livet i Danmark, 1971
- Kinesisk bordtennis, 1972
- Eddy Merckx i nærheden af en kop kaffe, 1973
- Stjernerne og vandbærerne, 1974
- Klaus Rifbjerg, 1974
- Den umulige time, 1975
- Det gode og det onde, 1975
- En forårsdag i helvede, 1976
- Peter Martins - en danser, 1978
- Sanct Hansaften-spil, 1979
- Kalule, 1979
- At danse Bournonville, 1979
- Step on silence, 1982
- 66 scener fra Amerika, 1982
- Gadeartister i New York, 1982
- Udenrigskorrespondenten, 1983
- Pelota, 1984
- Notater fra Kina, 1986
- Det legende menneske, 1986
- Composer Meets Quartet, 1987
- Dansk litteratur, 1989
- Notater om kærligheden, 1989
- Traberg, 1992
- Michael Laudrup - en fodboldspiller, 1993
- Haiti. Uden titel, 1996
- Jeg er levende - Søren Ulrik Thomsen, digter, 1999
- Drømmere, 2002
- Nye scener fra Amerika, 2003
- De fem benspænd, 2003, sammen med Lars von Trier
- Aarhus, 2005
- Det erotiske menneske, 2010
- Pelota II, 2015
- Jeg går, 2019

## Musik
- Han er nu malet blaa Digtoplæsning med musik af Abdulla S og Jonas Engberg (2004) Exlibris
- Vi sidder bare her... Redigerede samtaler med musik af Mikael Simpson og Frithjof Toksvig (2008) A:larm music
- ikke euforisk Spoken words album med Mikael Simpson og Frithjof Toksvig (2010) A:larm music
- Ingen Regning Til Mig Redigerede samtaler med musik af Mikael Simpson og Frithjof Toksvig (2014) Target Records
- Rak-Ma-Gak Vi sidder bare her (Leth, Simpson, Toksvig) Universal Music, 2016
- De Øjeblikke Vi Har Vi Sidder bare her. Redigerede samtaler med musik af Mikael Simpson og Frithjof Toksvig, Universal Music Group 2019